# Daniel Chapo
Daniel Francisco Chapo (Inhaminga, 6 gennaio 1977) è un politico mozambicano, attuale presidente del Mozambico dal 15 gennaio 2025.

## Biografia
Nato nel 1977 come sesto dei dieci figli di Francisco Chapo e di Helena dos Santos Chiremba, svolse gli studi elementari dapprima a Inhaminga, dal 1982 al 1985, e poi presso la Escola Primária Josina Machel nel distretto di Dondo, dal 1986 al 1987. Dal 1988 al 1996 svolse gli studi secondari nello stesso distretto, completandoli, tra il 1997 e il 1998, presso la Escola Secundária Samora Machel di Beira.
Si laureò in legge all'Università Eduardo Mondlane nel 2000, e nel 2004 frequentò il corso di Conservador e Notariado nella provincia di Maputo. Dal 2007 al 2008 fu in tirocinio presso l'Ordine degli Avvocati.
Nel 2009 insegnò diritto costituzionale e scienze politiche all'Università Pedagogica e dal 2013 al 2014 studiò per il master in gestione dello sviluppo presso l'Università Cattolica del Mozambico.

## Vita privata
Sposato con Gueta Sulemane Chapo, ha tre figli ed è cristiano.